# Шоболов, Владислав Георгиевич
Владислав Георгиевич Шоболов — сотрудник Министерства внутренних дел Российской Федерации, майор милиции, погиб при исполнении служебных обязанностей во время Второй чеченской войны, кавалер ряда наград.

## Биография
Владислав Георгиевич Шоболов родился 8 февраля 1965 года в селе Улей Осинского района Иркутской области. Окончил школу-восьмилетку в родном селе, после чего уехал в город Улан-Удэ и поступил в профессионально-техническое училище № 1. Завершил обучение в 1984 году и был призван на службу в Вооружённые Силы СССР. Освоил военную специальность радиотелеграфиста, после чего был направлен в Демократическую Республику Афганистан. Участвовал в боевых действиях, будучи радистом воздушно-десантного батальона.
Демобилизовавшись, в феврале 1986 года Шоболов поступил на службу в органы Министерства внутренних дел СССР. Начинал службу обычным милиционером в отдельном батальоне патрульно-постовой службы при Министерства внутренних дел Бурятской АССР. С июля 1988 года командовал отделением, а через два года, после окончания Красноярской средней специальной школы милиции, Шоболов был назначен участковым инспектором. В 1993 году стал командиром 2-го оперативного взвода Отряда милиции особого назначения при Министерства внутренних дел Республики Бурятии, а позднее принял командование над 1-й оперативной роты того же отряда. Активно занимался спортом, неоднократно побеждал на соревнованиях по вольной борьбе, самбо, гиревому спорту.
Шесть раз Шоболов со своими товарищами командировался в зону контртеррористической операции на Северном Кавказе. Неоднократно принимал участие в боевых действиях против незаконных вооружённых формирований сепаратистов. В шестую командировку Шоболов направился уже в качестве командира Сводного отряда бурятских милиционеров. 23 января 2001 года при выполнении очередной задачи машина, в которой находились сотрудники ОМОН, подорвалась на фугасной мине. В результате взрыва погибли майор милиции Владислав Георгиевич Шоболов, а также командиры отделений, старшие прапорщики милиции Александр Николаевич Густов и Константин Валерьевич Габанов.

## Память
- В честь Шоболова названа улица в селе Унгин Осинского района Иркутской области.